# 림프구성 맥락수막염바이러스
림프구성 맥락수막염바이러스(Lymphocytic choriomeningitis mammarenavirus, LCMV)는 림프구성 맥락수막염을 일으키는 바이러스를 말한다.

## 바이러스학
여러 가지 바이러스주(strain)이 있는데, 그 중에서 가장 흔한 것은 LCMV Armstrong주와 LCMV Clone 13주이다. 이들 중 Armstrong주는 찰스 암스트롱이 1934년에 뇌에서 분리된 최초의 바이러스주로, 보통 세포독성 T세포의 반응을 유발하기 때문에 숙주에 의해 급격히 제거된다. 따라서 이를 급성 (Armstrong) LCMV 감염이라 부른다. 반면 Clone 13주는 암스트롱 바이러스주의 변종으로, 비장 및 기타 장기들에 친화성을 띄어 그 곳에서 발견된다. Clone 13주는 태어나면서부터 만성적으로 감염되어있던 한 쥐에서 처음으로 격리되었다. 세포독성 T세포를 별로 활성화하지 않기 때문에, 숙주에서 무한정 증식할 수 있다. 이를 만성 (Clone 13) LCMV 감염이라고도 부른다.

## 구조
60 ~ 300 nm의 직경을 가지는 구형 외피를 가지고 있다. 2개의 음성 단일가닥 RNA를 유전체가 나선형 캡시드로 포장되어 있다. 긴 가닥(L)은 양쪽성(ambisense) RNA로, 여러 단백질을 서로 반대 방향으로 암호화한다. 긴 가닥은 약 7.2 kb의 크기를 가지며 고분자질량단백질(L; 200 kDa)과 소형 폴리펩타이드(Z, 11 kDa)를 암호화하는데, 그 기능은 알려져 있지 않다. L 단백질이 RNA 의존성 RNA 중합효소의 기능을 한다. 짧은 가닥은 양면성이 있고 크기는 약 3.4 kb인데, 구조 단백질인 핵단백질(63kDa)과 당단백질 C(75kDa)를 암호화한다. 후자는 번역 이후 절개되어 GP-1(40~46 kDa)과 GP-2(35 kDa)로 나뉜다. 외피의 돌기 단백질은 GP-1과 GP-2의 사량체로 구성된다.

## 전염
생쥐(학명: Mus musculus)에 의해 전염된다. 생쥐는 일단 감염되면 만성적으로 감염되어 혈액에 바이러스가 계속 존재하는 상태가 되는데, 이후 소변을 통해 바이러스가 배출된다. 암컷 생쥐가 감염되면 자식들에게 수직 전염을 일으켜, 결국 개체군 전체가 만성적으로 감염된다. 호흡기 분비물, 감염된 모유, 물림, 개체군내 그루밍 등을 통해 생쥐간 전염이 발생한다. 공기를 통해 전염되기도 한다. 건조한 환경에서도 잘 생존하기 때문에 비말의 형태나 배설물을 통해 사람에게 전염된다.
림프구성 맥락수막염은 아메리카, 유럽, 오스트레일리아, 일본 등에서 흔히 나타나는데, 특히 1900년대에 많이 발생하였다. 현재에도 감염된 쥐가 있는 곳이라면 어디든지 발생할 수 있다.
혈청학적 검사 결과 미국 인구의 약 5%(0.7~4.7%)가 감염된 것으로 나타났는데, 낮은 사회경제적 집단에서 더 흔하게 나타난다. 지역별로 유병률이 어떻게 달라지는지에 대한 정확한 정보는 아직 자료가 부족하여 파악이 불가능한 상태다.

### 장기 기증
고형 장기이식을 통해 감염될 경우 대부분 몇 주 이내에 증상이 시작하여 치명적으로 진행된다. 모든 사례에서 초기에 발열, 무기력, 식욕감소, 백혈병 등이 나타났는데, 이후 다발성 장기 부전, 간기능 저하 또는 중증 간염, 이식된 장기 기능 장애, 응고장애, 저산소증, 다발성 균혈증, 쇼크 등으로 빠르게 진행되었다. 일부 환자에서는 국소적 발진과 설사가 관찰되기도 했다. 거의 모든 사건이 치명적이었다.